# 言いたいこと 言えないこと 言いそびれたこと
『言いたいこと 言えないこと 言いそびれたこと』（いいたいこと いえないこと いいそびれたこと）は、日本のロックバンド、ザ・コレクターズ(THE COLLECTORS)によるメジャー21作目のオリジナル・アルバム。

## 概要
ザ・コレクターズが1年ぶりにリリースしたアルバム。ベーシストに山森 JEFF 正之を正式メンバーとして迎えてから初めて作られた作品である。
アルバムのリリース前に「Tシャツレボリューション」のPVがYouTubeの日本コロムビア公式チャンネルにて先行公開された。ジャケット・デザインや「Tシャツレボリューション」のPVなどで基調とされているプロマイドのアイデアは、リーダーの加藤ひさしが考案したもの。
今作品は、かつてバンドが所属しており、7年ぶりに再始動した日本コロムビアのロックレーベル「TRIAD」からリリースされた。ザ・コレクターズが同レーベルからリリースしたアルバムは『東京虫BUGS』以来8年ぶりである。
初回盤はレコーディング風景と「Tシャツレボリューション」のPVが収録されたDVD付き。

## 収録曲
- 全曲作詞・作曲：加藤ひさし

1. ガリレオ・ガリレイ
2. 自分探しのうた
3. Tシャツレボリューション
4. 深海魚
5. ガーデニング
6. 家具を選ぼう！
ゲスト・ボーカル：野宮真貴
7. 永遠ロマンス
8. 始まりの終わり
9. 劇的妄想恋愛物語
10. SONG FOR FATHER
チェロ：林はるか (1966カルテット)
前作『鳴り止まないラブソング』に収められるはずだったが、お蔵入りとなった楽曲[2]。
11. 自分メダル